# گورستان اقلان قز
گورستان اقلان قز مربوط به دوران پیش از تاریخ ایران باستان است و در شهرستان بهار، بخش صالح آباد، روستای دربند واقع شده و این اثر در تاریخ ۲۴ فروردین ۱۳۸۲ با شمارهٔ ثبت ۸۰۸۳ به‌عنوان یکی از آثار ملی ایران به ثبت رسیده است.